# Rino Nicolosi
Rosario Antonino Nicolosi, detto Rino (Acireale, 28 luglio 1942 – Acireale, 30 novembre 1998), è stato un politico e sindacalista italiano.

## Biografia
Dottore in Chimica industriale. Dirigente sindacale della Cisl, fu un esponente di spicco della corrente di sinistra della Democrazia Cristiana.
Consigliere comunale di Acireale in gioventù, nel 1976 fu eletto la prima volta Deputato all'Assemblea regionale siciliana nel collegio di Catania. Rieletto nel 1981, fu consecutivamente assessore all'Industria e poi ai Lavori pubblici. Nel 1985 venne eletto presidente della Regione Siciliana e mantenne la carica per sei anni negli anni ottanta, guidando cinque governi della Regione.
Rieletto per la quarta legislatura nel 1991, il 22 ottobre dello stesso anno si dimette dall'Ars, per potersi candidare nell'aprile 1992 alla Camera con la DC, dove fu eletto deputato con 110 000 preferenze, nel collegio Sicilia orientale. Fu vice-capogruppo del suo partito alla Camera dei deputati.
Nel gennaio 1994 aderì al PPI. Finito nello scandalo di Tangentopoli a causa dell'affaire del Centro le Ciminiere di Catania, nel marzo 1994 tentò di rientrare in parlamento con Sicilia Futura una lista locale e si candidò al Senato nel collegio di Acireale, ma ottenne circa il 9% dei consensi ed il suo tentativo fu effimero.
Un suo memoriale che consegnò nel 1997 ai magistrati della procura di Catania, gettò scompiglio nella classe politica siciliana della prima repubblica facendo i nomi tra gli altri dei DC Sergio Mattarella, Calogero Mannino, Salvo Lima, Nino Drago, dei comunisti Luigi Colajanni, Michelangelo Russo, Gianni Parisi, dei socialisti Salvo Andò, Salvatore Lauricella, Nicola Capria, e dei repubblicani Aristide Gunnella ed Enzo Bianco. Morì il 30 novembre 1998 a causa di un tumore all'età di 56 anni.